# Harriet Mayanja-Kizza
Pour les articles homonymes, voir Mayanja et Kizza.
Harriet Mayanja-Kizza née en 1955 est une médecin, chercheuse et administratrice universitaire ougandaise. Elle est l'ancienne doyenne de l'école de médecine de l'université Makerere,, la plus ancienne faculté de médecine d'Afrique de l'Est, créée en 1924.

## Enfance et éducation
Elle est née en 1955 dans la région centrale de l'Ouganda. Elle obtient les diplômes de Bachelors of Medicine and Surgery, à l'université Makerere en 1978. Elle détient également un master de médecine interne, obtenu en 1983, à la même université. Elle a étudié l'immunologie et la pathologie à l'université Case Western Reserve à Cleveland, Ohio, États-Unis, obtenant un diplôme de maîtrise universitaire ès sciences dans ces domaines en 1999. Elle est membre de l'American College of Physicians.

## Carrière
Mayanja-Kizza a travaillé comme chargée de cours au Département de médecine interne de la faculté de médecine de l'Université Makerere. Elle a également dirigé le département de médecine interne, à la fois à la faculté de médecine et à l'hôpital national de référence de Mulago, l'hôpital universitaire de l'université. En novembre 2010, elle a été nommée doyenne de l'école de médecine de l'université Makerere (en),. Elle a fait de nombreuses présentations lors de conférences nationales, régionales et internationales et a publié différents articles dans des revues à comité de lecture.  

## Activités de recherche
Son domaine de spécialisation est l'immunologie, notamment l'interaction entre le VIH/SIDA et la tuberculose. Ses recherches portent sur l'immunopathogenèse et les traitements d'immunomodulation chez les patients atteints de ces deux affections. 
Harriet Mayanja-Kizza est membre de l'Académie nationale des sciences ougandaise.  